# 伽利略國家望遠鏡
伽利略國家望遠鏡（Telescopio Nazionale Galileo）是一台3.58公尺的義大利望遠鏡，位於西班牙加那利群島拉帕爾瑪島的穆查丘斯羅克天文台。伽利略國家望遠鏡由非營利組織「伽利略·伽利萊基金會、加那利基金會」代表義大利國家天文物理研究所營運。望遠鏡於1998年首次亮相，以義大利文藝復興時期天文學家伽利略·伽利萊命名。
可以透過義大利時間分配委員會(TAC)提出對伽利略國家望遠鏡的觀測建議，該委員會將根據提案的科學價值分配 75% 的可用時間。其餘時間由西班牙和國際天文學界支配。義大利時間分配委員會每年兩次接受新提案，通常是在三月至四月和九月至十月。

## 貢獻
- 使用伽利略國家望遠鏡獲得的顯著成果之一是在星際介質中發現萘分子，這是迄今為止在太空中探測到的最複雜的有機分子之一。這項發現表明，地球生命起源前化學中的許多關鍵成分可能存在於太陽系形成的星際介質中[1]。
- 2009 年 4 月，利用伽利略國家望遠鏡獲得的紅外線數據測定GRB 090423的紅移，結果發現其紅移等於8.1。該物體隨後被確認為地球上觀測到的最遙遠的伽瑪射線暴[2]。
- 2013年10月，操作HARPS-N儀器的國際團隊在期刊《自然》上發表系外行星克卜勒78b的表徵結果，證明這顆系外行星的質量和大小是迄今為止已知的行星中與地球最相似的。
- 2016年，近紅外光譜儀GIANO證實了熱木星HD 102195 b大氣中存在甲烷，這是首次在系外行星上成功探測到的化學物質[3]。